# Metro (Zeitung)

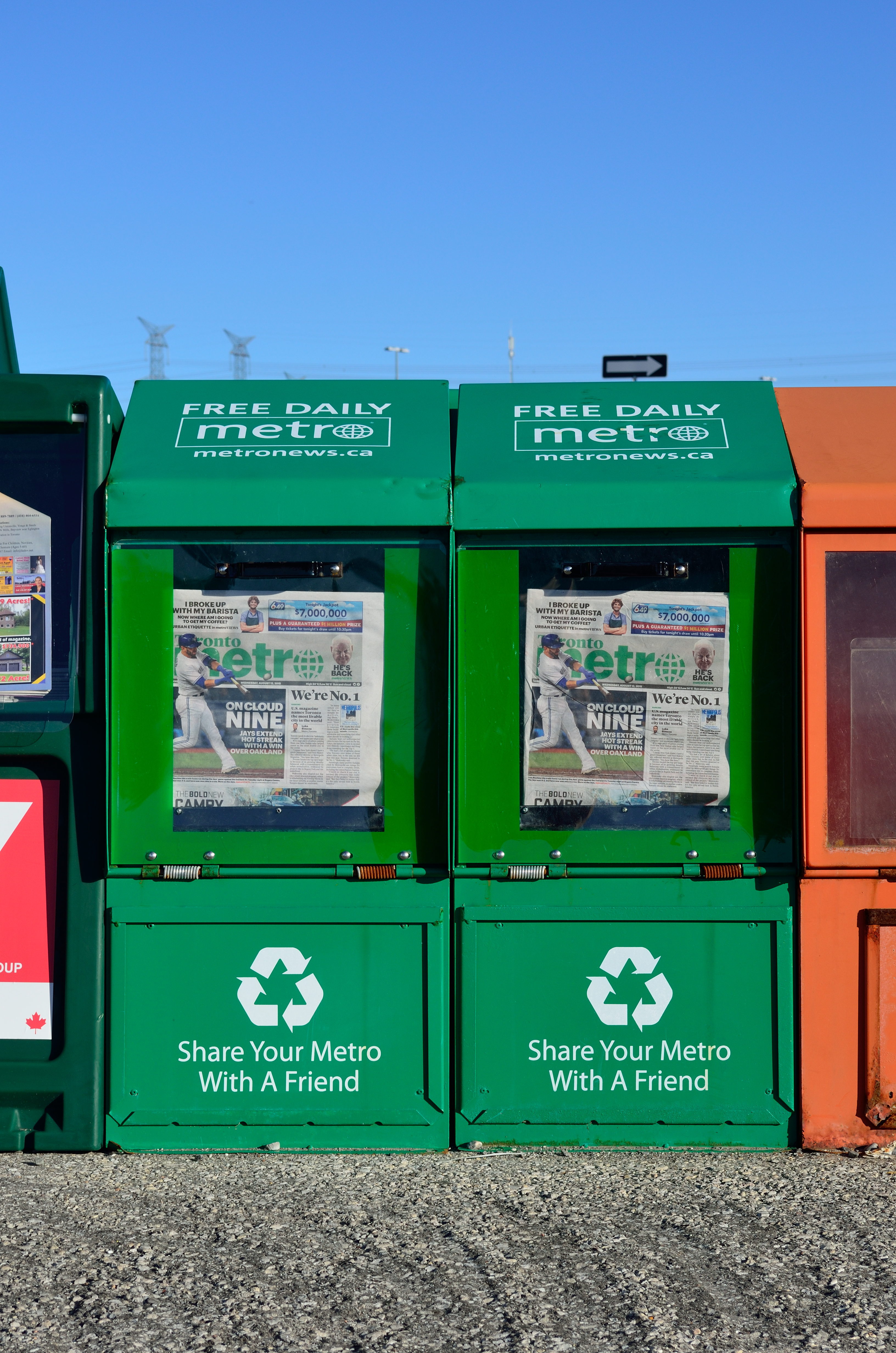
Verkaufsboxen der Metro-Zeitungen in Toronto

metro ist der Titel einer Gratiszeitung der luxemburgischen Metro International S.A. Die Zeitung war ursprünglich ein Tochterunternehmen der schwedischen Mediengesellschaft Modern Times Group (MTG). Heute wird Metro International ebenso wie die MTG von der Investmentgesellschaft Kinnevik der schwedischen Familie Stenbeck kontrolliert.
Die erste metro-Ausgabe wurde 1995 in der Stockholmer Tunnelbana verteilt. Gegenwärtig (2014) erscheinen über 120 Ausgaben in mehr als 150 Städten in 23 Ländern in Europa, Nord- und Südamerika sowie Asien. Laut metro-Website gibt es 18,3 Millionen tägliche und 35 Millionen wöchentliche Leser. Die Zeitung erscheint von Montag bis Freitag; in Stockholm gibt es eine Freitagssonderausgabe mit Wochenendtipps, und in Santiago de Chile gibt es auch Samstagsausgaben. Auf der Titelseite der schwedischen Ausgabe ist vermerkt, dass es sich bei metro um die auflagenstärkste schwedische Tageszeitung handelt. Die niederländische Ausgabe war 2007 die auflagenstärkste aller vier landesweiten Gratiszeitungen und die zweitauflagenstärkste Tageszeitung des Landes.
Die Zeitung erscheint im Tabloidformat. In einzelnen Ländern heißt sie auch Metroxpress (Dänemark), Metrorama (Griechenland), HS Metro (Finnland) oder Publimetro (Chile). In Polen (2000–2007) und der Schweiz (2000–2002) gab es eine Ausgabe unter dem Namen Metropol.
Im August 2019 wurde die Einstellung der Printausgabe angekündigt. Die Website soll hingegen weiterbetrieben werden.

## metro/Metro News (Kanada)
Die kanadischen Ausgaben von Metro erschienen erstmals im Jahr 2000 und wurden ursprünglich von einem Joint Venture kanadischer Unternehmen entsprechend den staatlichen Mediengesetzen publiziert. Der Start von Metro in Toronto entfachte einen Zeitungskrieg, als die Tageszeitung Toronto Star und die Toronto Sun beide darum kämpften, ihre eigene kostenlose Version im städtischen Einzugsgebiet zu verbreiten. Die Toronto-Ausgabe der Metro fusionierte im Jahr 2001 mit dem Konkurrenzblatt GTA Today, das vom Verlag Torstar Corporation herausgegeben wurde. Metro International reduzierte seinen Anteil von 50 Prozent auf zehn Prozent an den meisten der englischsprachigen Zeitungen und verkaufte diese an die Torstar Corporation, trotzdem wurde der Zeitungskopf und das Layout beibehalten.
In Kanada erschien metro, die in der Eigenbezeichnung auch manchmal Metro News heißt, im November 2016 in insgesamt acht Metropolen: Halifax, Montreal, Ottawa, Toronto, Winnipeg, Calgary, Edmonton und Vancouver. Publiziert wird das Produkt von der Free Daily News Group Inc., die ihren Sitz in Toronto hat. Nach ihren eigenen Angaben ist metro der am meisten gelesene Tageszeitungs-Titel („most read national daily newspaper brand“) und die erste nationale Tageszeitung, die in beiden offiziellen Sprachen (englisch und französisch) publiziert würde.

## Metropol (Schweiz)
In der Deutschschweiz erschien vom 31. Januar 2000 bis zum 13. Februar 2002 die Zeitung unter dem Titel Metropol. Sie wurde von der Tochtergesellschaft der Metro International, Metro Publication (Schweiz) AG, herausgegeben. Metropol startete etwa gleichzeitig mit dem Konkurrenzblatt 20 Minuten und dem aus dem Tagblatt der Stadt Zürich hervorgegangenen Zürich Express, wurde aber 2002 vom Markt verdrängt.
Metropol präsentierte als Pendlerzeitung Nachrichten in kurzer Form. Speziell waren die wöchentlichen Kolumnen von Christoph Mörgeli und die Gastro-Tipps von Sabine Bölsterli. Metropol und 20 Minuten ähnelten sich und kopierten einander auch oft. Sie unterschieden sich vor allem darin, dass Metropol auf Leserbriefe und Kolumnen setzte, während 20 Minuten solche Rubriken schon bald einstellte, dafür jedoch ein erfolgreiches Webportal pflegt. Zudem sprach Metropol mehrheitlich ein etwas älteres und gebildeteres Publikum an. Metropol wurde in Zeitungsboxen in den Kernstädten und Agglomerationen nach dem Selbstbedienungsprinzip vertrieben.